# 85368 Elisabettacioni
85368 Elisabettacioni è un asteroide della fascia principale. Scoperto nel 1996, presenta un'orbita caratterizzata da un semiasse maggiore pari a 2,4156296 au e da un'eccentricità di 0,2153345, inclinata di 1,52856° rispetto all'eclittica.